# José de Meneses da Silveira e Castro
José de Meneses e Távora Rappach da Silveira e Castro (Lisboa, 13 de fevereiro de 1826 — Lisboa, 15 de outubro de 1895), 2.º marquês de Valada, foi um aristocrata e político português que se destacou como um dos mais notáveis apoiantes da soluções populistas de Caetano Gaspar de Almeida e Noronha, o conde de Peniche, e por ver exposta a sua homossexualidade. Foi membro do Conselho de Sua Majestade Fidelíssima, par do reino por direito hereditário, oficial-mor da Casa Real, comendador da Ordem de Cristo e da Ordem de Santiago da Espada, bailio da Ordem Hospitalária e Soberana de São João de Jerusalém, membro da Academia das Ciências Britânica e do Instituto Arqueológico de Londres, e 3.º senhor do morgado de Caparica, 15.º do da Patameira, entre muitos outros títulos e morgadios. Deixou várias obras publicadas.

## Biografia
Nasceu em Lisboa, único filho de D. Francisco Xavier de Meneses da Silveira e Castro (1754 — 1834), que foi estribeiro-mor e mordomo-mor da rainha D. Carlota Joaquina, e da sua segunda esposa D. Francisca de Almeida Portugal (1792 — 1873), filha do 3.º marquês do Lavradio. A família pertencia à alta aristocracia, sendo o pai filho de D. José de Meneses da Silveira de Castro e Távora, senhor da Patameira e do morgado de Caparica, 1.º conde de Caparica, e de sua esposa, a austríaca Luise Gonzaga von Rappach, a condessa de Rappach. Em 1813, D. Francisco fora elevado, pelo príncipe-regente D. João, a 1.º marquês de Valada. Do primeiro casamento de seu pai, tinha cinco meias-irmãs.
Em 1834, pela morte de seu pai, sucedeu a toda a sua casa e honras, e ao título de marquês, que lhe foi renovado por decreto de 1 do dezembro do mesmo ano. O título de conde de Caparica foi mais tarde concedido a seu filho, a instâncias suas. 
O marquês de Valada casou em Paris, a 9 de julho de 1848, com Maria Isabel do Carmo Paula Máxima Gonzaga de Bragança, filha do 3.º duque de Lafões. O casal teria um filho e uma filha. O filho, D. Francisco Xavier de Meneses e Távora (1854-1914), foi nomeado 2.º conde de Caparica, mas faleceu sem descendência. A filha, D. Ana Maria Antónia da Conceição de Meneses e Távora (1855-1890), casou com D. Manuel de Meneses, senhor da Casa da Flor da Murta, e também não teve filhos.
Com o falecimento do pai ascendeu ao pariato, ocupando lugar na câmara alta das Cortes como par do reino por sucessão, revelando-se um parlamentar dotado de uma erudição pouco vulgar. Os seus discursos na Câmara dos Pares eram sempre escutados com a atenção especial que chamam as orações dos privilegiados. Segundo todos os relatos da época, o marquês de Valada era de uma incomum e refinada erudição, bem lido nos clássicos gregos e latinos, citando frequentemente Homero e Virgílio nas suas elocuções parlamentares. Era também possuidor de uma memória notável, sendo reconhecido como um verdadeiro repositório da história política, antiga e moderna.
Possuía uma grandiosa livraria, talvez das mais ricas e importantes do país, cujo catálogo foi publicado em 1896, e embora militasse ativamente na política, o marquês de Valada tinha sempre tempo para ler os seus poetas favoritos, gregos e latinos, razão pela qual Homero e Virgílio raras vezes deixavam de ser citados nos seus escritos e discursos.
Entre 25 de maio e 23 de junho de 1870 exerceu, de forma efémera dada a instabilidade política reinante, pela primeira vez o cargo de governador civil do Distrito de Braga, nomeado pelo também efémero executivo do Partido Regenerador presidido pelo Duque de Saldanha. Voltou a exercer as funções de governador civil de Braga, de 5 de abril de 1877 a 6 de fevereiro de 1878, desta feita escolhido por António José de Ávila, o duque de Ávila, então presidente do Conselho de Ministros.
Em 1881 foi nomeado vice-governador civil de Lisboa, acompanhando no cargo o governador civil António Maria Barreiros Arrobas, nomeado pelo executivo regenerador presidido por António Rodrigues Sampaio. Naquelas funções exercia as funções correspondentes ao lugar de governador civil substituto do Distrito de Lisboa.
Desde há muito que existiam rumores de que o Marquês de Valada era homossexual e mantinha relacionamento sexual com jovens soldados e marinheiros. A situação ganhou foros de escândalo público, com cobertura na imprensa, quando na noite de 2 de agosto de 1881, a polícia surpreendeu o Marquês de Valada em circunstâncias comprometedoras com um soldado raso na Travessa da Espera, uma rua estreita do Bairro Alto de Lisboa. Na altura, Valada era vice-governador civil de Lisboa. O soldado e a senhoria do prédio onde se encontravam foram presos, mas Valada, como membro da aristocracia, conseguiu escapar à prisão. Embora a homossexualidade não fosse ilegal em Portugal na época, Valada rapidamente renunciou ao cargo de vice-governador civil. Pouco tempo depois veio à tona que Valada tinha sido denunciado por António Arrobas, o governador civil, motivado por rivalidades internas pessoais e políticas. Os jornais da oposição deram cobertura à história, sendo que a força da reação não se deveu apenas à moral social do tempo, mas em parte porque o incidente confirmou suspeitas preexistentes.
Após o escândalo que ameaçou a sua carreira política, o Marquês de Valada começou a recuperar sua proeminência política e, no verão de 1884, a sua reabilitação parecia completa. O governo regenerador presidido por Fontes Pereira de Melo nomeou-o novamente, por decreto de 11 do dezembro de 1884, para o cargo de governador civil do  Braga. No entanto, o Marquês de Valada viu-se em pouco tempo envolvido em intrigas políticas em torno de figuras locais implicadas em esquemas de emigração clandestina, com a imprensa a criticar a sua atuação e a relembrar o anterior escândalo. Face a essa contestação emitiu uma declaração dizendo que, enquanto o governo de Fontes Pereira de Melo permanecesse no poder,  permaneceria como governador civil pelo tempo que quisesse. A declaração foi recebida com escárnio pela oposição, com a imprensa a acusar Valada de »arrastar as autoridades na lama do ridículo». O governo agravou ainda mais a situação ao emitir um comunicado, publicado no Diário do Governo, o diário oficial, elogiando Valada, afirmando que desempenhara o cargo sempre com a maior proficiência, sendo louvada a sua administração.
Apesar disso, a disputa chegou a tal ponto que a cidade de Guimarães tentou separar-se do Distrito de Braga e juntar-se ao vizinho Distrito do Porto. A situação foi vista com alarme em Lisboa, pois causou considerável agitação política local, e aquela região em particular havia sido palco da Revolução da Maria da Fonte, uma violenta revolta camponesa, apenas quarenta anos antes. Embora o movimento secessionista tenha sido frustrado e Valada tenha sido forçado a renunciar a 21 de janeiro de 1886, a disputa foi apontada como uma das causas da queda do governo regenerador algumas semanas depois.
Foi colaborador em jornais políticos e literários, e por alguns anos um dos redatores principais do jornal religioso O Bem Público. Em 1853 publicou, em separado, o discurso com que fez a sua estreia parlamentar, intitulado Discurso pronunciado na sessão da câmara dos dignos Pares do 1.° de agosto de 1853, sobre a questão da pensão que o sr. conde de Penafiel recebe do correio geral. Publicou também o opusculo intitulado Discurso pronunciado na sessão da câmara dos dignos Pares, em 12 de abril de 1813, Lisboa, 1873. É relativo à necessidade de combater as tramas dos absolutistas e demagogos que pretendem destruir a verdadeira liberdade. No Diário do Governo, n.º 140 de 1853, encontra-se também o texto intitulado À memória da nobre marquesa da Ribeira Grande D. Maria da Assunção de Bragança.